# Seán Kyne

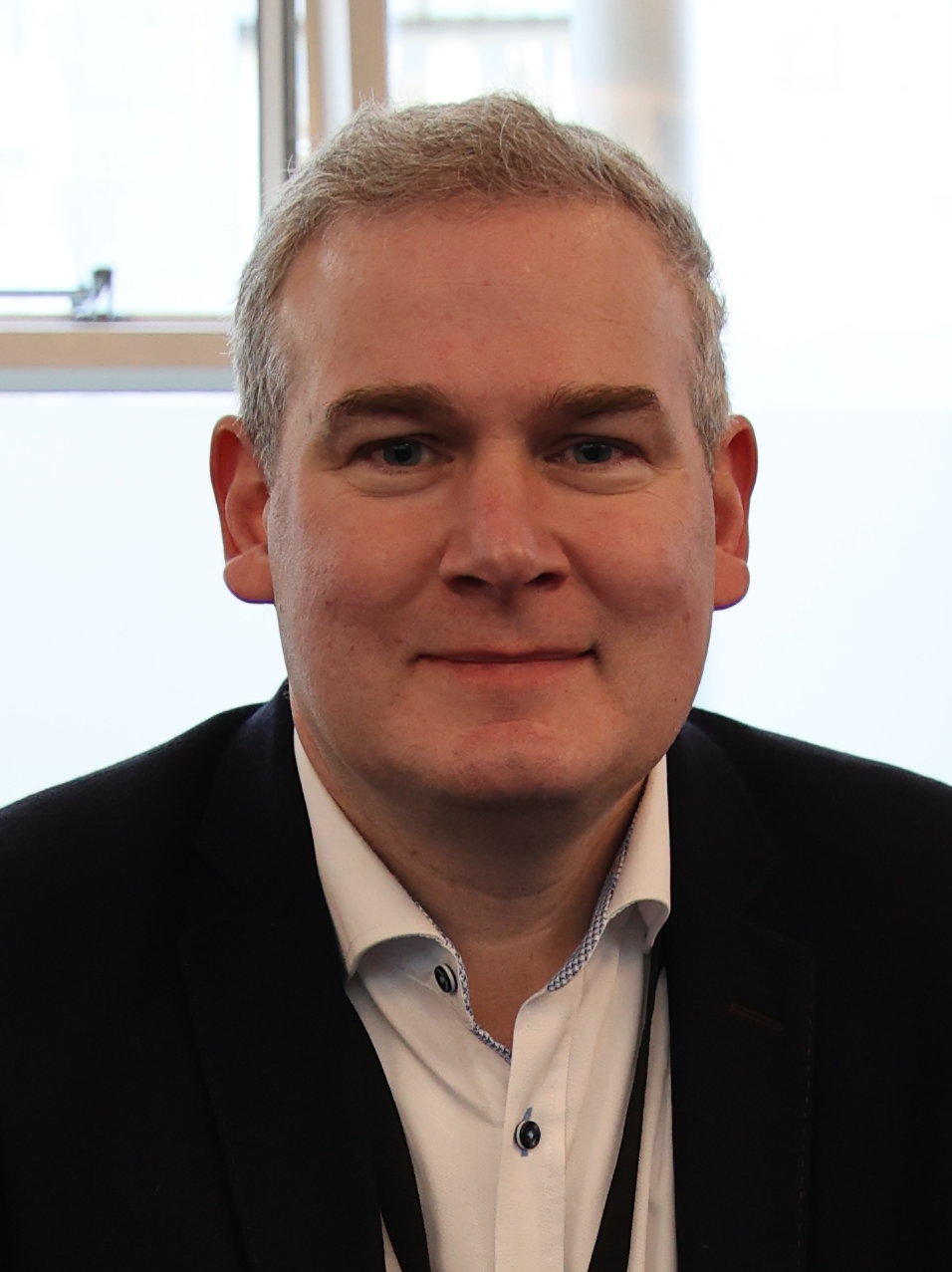
Seán Kyne, 2025

Seán Kyne (* 16. Mai 1975 in Moycullen, County Galway, Irland) ist ein irischer Politiker der Fine Gael.

## Leben
Nach der Schule studierte er Agrarökonomie an der University of Galway und am University College Dublin.
2004 wurde Kyne in den Galway County Council gewählt. Da er bei den Wahlen zum Dáil Éireann 2007 im Wahlkreis Galway West und auf der Landwirtschaftsliste für den Seanad Éireann scheiterte, trat er für die kommunalen Wahlen 2009 noch einmal – dort erfolgreich – an. 
Bei den Wahlen 2011 konnte er dann endlich seinen Erfolg feiern und eroberte einen Sitz als Teachta Dála (TD). Diesen Sitz konnte er bis 2020 verteidigen.
Am 19. Mai 2016 wurde er zum Staatsminister für die Gaeltacht im Ministerium für Kunst, kulturelles Erbe, kommunale Angelegenheiten und die Gaeltacht sowie zum Staatsminister für natürliche Ressourcen im Ministerium für Kommunikation, Klima- und Umweltschutz in der Regierung Kenny II ernannt. Als Enda Kenny bereits 2017 die Regierungsgeschäfte niederlegen musste, wurde Kyne erneut Staatsminister. Er verblieb im Amt des Staatsministers für natürliche Ressourcen, kommunale Angelegenheiten und Digitalisierung bis 2018. Dann wurde er am 16. Oktober 2018 zum Government Chief Whip beim Taoiseach und zum Staatsminister für die irische Sprache, die Gaeltacht und die Inseln in der Regierung Varadkar I ernannt. 
Als er bei den Wahlen 2020 scheiterte, wurde er vom Taoiseach für den Seanad nominiert. Er zog im Sommer 2020 dann über die Kultur-und-Bildung-Liste in den Seanad ein. Diesen Erfolg konnte er 2025 wiederholen. 
2014 heiratete er Avril Horan.